# 1942

## Събития
- 2 януари – Втората световна война: Японските войски превземат Манила
- 10 януари – Втората световна война: при последната германска бомбардировка над Ливърпул е разрушен домът на Уилям Патрик Хитлер – племенник на Адолф Хитлер. След разрушаването на дома му Уилям Хитлер емигрира в САЩ, където постъпва като доброволец в американската армия и се бие срещу силите на чичо си.
- 11 януари – Втората световна война:
  - Япония обявява война на Нидерландия и нахлува в Нидерландска Индия;
  - Японските войски превземат Кулала Лампур.
- 16 януари – Филмовата звезда Карол Ломбард и още 21 души загиват, когато самолетът, който изпълнява полет 3 на „Трансконтинентал енд Уестърн Еър“ се разбива близо до Лас Вегас.
- 20 януари – Втората световна война: на Ванзейската конференция в Берлин нацистите приемат решение за начините и способите за привеждане в ход на „Окончателното решение на еврейския въпрос“ – програма за геноцид над еврейското население на Европа, за която понастоящем се използва терминът „Холокост“.
- 22 януари – Втората световна война: Ервин Ромел предприема нова офанзива в Киренайка.
- 25 януари – Втората световна война: Тайланд обявява война на САЩ и Великобритания.
- 24 февруари – съветска подводница Щука 213 торпилира и потопява кораба Струма, превозващ евреи – бежанци от Румъния към контролираната от Англия Палестина, при което загиват 768 мъже, жени и деца, оцелява един деветнадесетгодишен младеж.
- 24 февруари – започва излъчването на радио Voice of America (VOA), националната новинарска услуга на федералното правителство на САЩ.
- 25 февруари – Втората световна война: неидентифициран бавнолетящ обект хвърля над 1400 снаряда над американския град Лос Анджелис. Появата на обекта предизвиква незабавно военновременно затъмнение над по-голямата част от Южна Калифорния, а хиляди служители на противовъздушната отбрана са незабавно разположени из целия град. Загиват 6 души. Въпреки неколкочасовото бомбардиране на града, няма свален вражески самолет.
- 27 февруари – Втората световна война: Битката за Яванско море – съюзническа флотилия под холандско командване, опитваща се да спре японската инвазия в холандските Източнии Индии, е разбита от японските сили в Яванско море.
- 21 май – Втората световна война: Втората битка при Харков – съветската армия предприема офанзива срещу германските сили в Източна Украйна и освобождава град Харков, за да бъде заобиколена и унищожена от германската армия.
- 21 май – Втората световна война: Мексико обявява война на Германия, след като германски подводници потопяват мексиканския танкер Фаха де Оро край Кий Уест, Флорида.
- 22 юни – Втората световна война: Бразилия обявява война на Германия и Италия.
- 29 април – Звездата на Давид става задължителен елемент от облеклото на всички евреи в Холандия.

## Родени
- Георги Радулов, български публицист
- Любомир Калчев, български лекоатлет
- Нено Цонзаров, български телевизионен режисьор
- Пат Букайстър, американска писателка
- септември – Муамар Кадафи, либийски военен и политик
- 1 януари – Ане Дуден, немска писателка
- 3 януари
  - Джон Тоу, британски актьор († 2002 г.)
  - Ласло Шойом, унгарски политик († 2023 г.)
- 4 януари – Джон Маклафлин, британски музикант
- 8 януари
  - Стивън Хокинг, британски физик
  - Ангел Марин, български генерал, вицепрезидент на Република България († 2024 г.)
  - Валя Балканска, българска народна певица
- 9 февруари – Мануел Кастелс, испански социолог
- 10 януари
  - Величка Пандева, българска скиорка, състезателка по ски бягане († 1993 г.)
  - Уолтър Хил, американски режисьор, сценарист и продуцент.
- 14 януари – Васил Попов, български математик, член-кореспондент на БАН († 1990 г.)
- 17 януари – Мохамед Али, американски боксьор
- 25 януари – Еузебио, португалски футболист († 2014 г.)
- 27 януари – Кейт Улф, фолклорна певица
- 30 януари – Марти Балин, музикант и вокалист
- 1 февруари – Тери Джоунс, британски актьор
- 7 февруари – Мария Воденска, писател от Република Македония
- 12 февруари
  - Ехуд Барак, израелски политик
  - Славчо Донков, български писател и поет
- 16 февруари – Ким Чен Ир, лидер на Северна Корея
- 25 февруари – Боян Радев, български борец
- 28 февруари – Дино Дзоф, италиански футболист
- 1 март – Ричард Майърс, 17-ият председател на Обединения комитет на началник-щабовете на САЩ (2001 – )
- 2 март – Лу Рийд, американски музикант († 2013 г.)
- 5 март – Майк Резник, американски писател
- 11 март – Вили Вебер, мениджър във Формула 1
- 15 март – Иван Маразов, български културолог и политик
- 21 март – Али Абдула Салех, йеменски политик († 2017 г.)
- 25 март – Арета Франклин, Американска певица
- 1 април – Самюъл Дилейни, американски писател
- 3 април – Мария Желева, Първа дама на България (1990 – 1997) († 2013 г.)
- 5 април – Питър Грийнауей, британски филмов режисьор и художник
- 16 април – Франк Уилямс, британски мениджър на отбор от Формула 1 († 2021 г.)
- 18 април – Йохен Риндт, пилот във Формула 1 († 1970 г.)
- 19 април – Алън Прайс, британски музикант
- 23 април – Ванча Дойчева, българска актриса и общественичка († 2017 г.)
- 24 април – Томчо Томчев, български спортист
- 1 май – Станчо Бончев, български футболист
- 2 май – Жак Рох, белгийски спортен функционер, президент на МОК от 2001 г.
- 3 май – Стефка Берова, българска поп певица и актриса
- 9 май – Джон Ашкрофт, американски политик
- 15 май – Ристо Ячев, писател от Република Македония
- 29 май – Иван Ганев, български учен, общественик
- 2 юни
  - Петър Манджуков, български бизнесмен
  - Тони Бъзан, британски психолог
- 7 юни – Муамар Кадафи, либийски лидер († 2011 г.)
- 12 юни – Ахмед Абул Гейт, политик
- 17 юни – Мохамед ел Барадей, египетски дипломат
- 18 юни
  - Пол Маккартни, британски музикант
  - Табо Мбеки, южноафрикански политик, президент на ЮАР (1999 – 2004), (2004 – )
- 19 юни – Георги Соколов, български футболист
- 24 юни – Герхард Рот, австрийски писател
- 29 юни
  - Леа Коен, български писател и политик
  - Румен Янков, български юрист
- 3 юли – Радосвет Коларов, български литературовед
- 6 юли – Георги Германов, български народен певец
- 10 юли
  - Миряна Маркович, сръбски политик
  - Рони Джеймс Дио, американски рок музикант († 2010 г.)
  - Херман Бургер, швейцарски писател († 1989 г.)
- 12 юли – Добрин Ненов, български футболист
- 13 юли – Харисън Форд, американски актьор
- 17 юли – Михаил Неделчев, български литературовед
- 26 юли – Людмила Живкова, български политик († 1981 г.)
- 29 юли – Стен Надолни, немски писател
- 2 август – Исабел Алиенде, чилийска писателк
- 6 август – Любомир Коцев, български футболист
- 25 август – Маргарита Терехова, руска актриса
- 1 септември
  - Каролайн Чери, американска писателка
  - Антониу Лобу Антунеш, португалски писател
- 4 септември – Бисер Киров, български поппевец, музикант, композитор, телевизионен водещ, режисьор, продуцент и дипломат († 2016 г.)
- 5 септември – Вернер Херцог, немски кинорежисьор
- 10 септември – Георги Харалампиев, български футболист († 2023 г.)
- 14 септември – Хираня Лал Шрестха, непалски дипломат
- 17 септември – Петър Киров, български борец
- 18 септември – Аксиния Джурова, български учен
- 24 септември – Златина Делирадева, български хоров диригент
- 18 октомври – Калинка Вълчева, българска народна певица, солистка на „Мистерията на българските гласове“
- 23 октомври – Майкъл Крайтън, американски писател († 2008 г.)
- 25 октомври – Никола Карадимов, български дипломат
- 26 октомври – Боб Хоскинс, британски актьор († 2014 г.)
- 31 октомври – Атанас Кюшкоски, писател от Република Македония
- 1 ноември – Лари Флинт, американски издател
- 12 ноември – Добромир Жечев, български футболист и треньор по футбол
- 15 ноември – Стоян Овчаров, български политик
- 17 ноември – Мартин Скорсезе, американски сценарист и режисьор
- 19 ноември – Келвин Клайн, американски дизайнер
- 20 ноември – Джо Байдън, Американски политик, избран за 47-и вицепрезидент на САЩ
- 22 ноември – Руслан Хасбулатов, руски учен и политик († 2023 г.)
- 27 ноември – Джими Хендрикс, рок-музикант и китарист († 1970 г.)
- 6 декември – Йосиф, български духовник
- 9 декември – Стефан Данаилов, български актьор и политик († 2019 г.)
- 11 декември
  - Ананда Шанкар, бенгалски музикант
  - Боян Биолчев, български филолог и писател
- 16 декември
  - Петер Хандке, австрийски писател
  - Стефан Солаков, български журналист
- 17 декември – Иван Глухчев, български футболист и треньор по футбол
- 18 декември – Катя Беренс, немска писателка
- 21 декември – Ху Дзинтао, китайски политик
- 30 декември – Владимир Буковски, дисидент и писател

## Починали
- Бертхолд Опенхайм, равин (р. 1867 г.)
- Георги Въндев, български революционер
- Евгений Петров, руски писател-сатирик
- Леонето Капиело, италиански художник
- Никохайос Адонц, арменски историк
- 4 януари – Орце Николов, македонски партизанин (р. 1916 г.)
- 6 януари
  - Александър Беляев, руски писател (р. 1884 г.)
  - Анри дьо Байе-Латур, белгийски спортен функционер
- 16 януари – Карол Ломбард, американска актриса
- 22 януари – Рачо Петров, български офицер и политик (р. 1861 г.)
- 26 януари – Феликс Хаусдорф, немски математик (р. 1868 г.)
- 31 януари – Никола Мушмов, български нумизмат и музеолог (р. 1869 г.)
- 2 февруари – Даниил Хармс, руски писател
- 15 февруари – Георги Радев, български революционер
- 20 февруари – Ани Виванти, италианска писателка и поетеса (р. 1866 г.)
- 22 февруари – Стефан Цвайг, австрийски писател (р. 1881 г.)
- 8 март – Хосе Раул Капабланка, кубински шахматист (р. 1888 г.)
- 12 март – Роберт Бош, немски индустриалец и общественик (р. 1861 г.)
- 16 март – Яков Перелман, руски научен популяризатор
- 13 април – Хенк Снейвлит, нидерлански политик (р. 1883 г.)
- 15 април – Роберт Музил, австрийски писател
- 23 април – Иля Рабинович, руски шахматист
- 3 май – Елпида Караманди, комунистическа партизанка
- 20 май – Ектор Гимар, френски архитект и дизайнер (р. 1867 г.)
- 23 май – Чарлз Робърт Ашби, английски архитект, дизайнер и предприемач
- 30 май – Борис Сафонов, съвенски военен пилот
- 1 юни – Владимир Заимов, български генерал
- 11 юни – Херберт Баум, германски комунист
- 14 юни – Никола Русински, български военен и революционер
- 26 юни – Цвятко Радойнов, деец на БКП
- 28 юни – Янка Купала, беларуски писател
- 8 юли – Луи Франше д'Еспере, френски офицер (р. 1856 г.)
- 11 юли – Борис Пожаров, български актьор (р. 1866 г.)
- 23 юли
  - Никола Вапцаров, български поет (р. 1909 г.)
  - Антон Попов, български журналист (р. 1915 г.)
  - Антон Иванов, български партизанин
  - Георги Минчев, деец на БКП
- 25 юли – Георги Григоров, деец на БКП
- 9 август – Иван Дорев, български учител
- 16 август – Иван Пеев-Плачков, български политик
- 25 август – Панайот Пипков, български композитор и капелмайстор (р. 1871 г.)
- 29 август – Данаил Николаев, български офицер (р. 1852 г.)
- 12 септември – Димитър Богоевски, македонски партизанин (р. 1919 г.)
- 5 ноември – Кейго Кийоура, Министър-председател на Япония
- 7 ноември – Григор Василев, български политик (р. 1883 г.)
- 28 ноември – Констанца Ляпчева, българска общественичка (р. 1887 г.)
- 4 декември – Адалберт Антонов, български комунистически деец и партизанин
- 6 декември – Афанасий Селишчев, руски славист
- 24 декември – Франсоа Дарлан, френски военачалник и политик
- 25 декември – Православ Тенев, български военен деец

## Нобелови награди
- Физика – наградата не се присъжда
- Химия – наградата не се присъжда
- Физиология или медицина – наградата не се присъжда
- Литература – наградата не се присъжда
- Мир – наградата не се присъжда